# Klaus-Dietrich Flade
Klaus-Dietrich Flade (ur. 23 sierpnia 1952 w Büdesheim) – niemiecki pilot doświadczalny, inżynier chemik i astronauta.

## Życiorys
Pracował jako pilot doświadczalny w niemieckich siłach powietrznych, w 1980 uzyskał dyplom z inżynierii chemicznej na Uniwersytecie Bundeswehry w Monachium, później został pilotem doświadczalnym w Airbus Industries. 8 października 1990 został wybrany jako kandydat na astronautę. Po przejściu szkoleń, od 17 do 25 marca 1992 wspólnie z rosyjskimi kosmonautami uczestniczył, jako astronauta badacz, w misji Sojuz TM-14/Sojuz TM-13 trwającej 7 dni, 21 godzin i 56 minut. 
Po zakończeniu misji opuścił drużynę astronautów. Mieszka w Tuluzie.
Stowarzyszenie Uczestników Lotów Kosmicznych (Association of Space Explorers) przyznało mu Universal Astronaut Insignia za lot orbitalny (nr 266).